# Eyes of the Soul
Eyes of the Soul er en amerikansk stumfilm fra 1919 af Emile Chautard.

## Medvirkende
- Elsie Ferguson som Gloria Swann
- D. J. Flanagan som Teddy Safford
- Wyndham Standing som Larry Gibson
- George Backus som Malvin
- G. Durpee